# Кастелтермини
Кастелтермини (итал. Casteltermini) је насеље у Италији у округу Агриђенто, региону Сицилија.
Према процени из 2011. у насељу је живело 7350 становника. Насеље се налази на надморској висини од 499 м.

## Становништво
| 1931.  | 1936.  | 1951.  | 1961.  | 1971.  | 1981.  | 1991.  | 2001. | 2011. |
| ------ | ------ | ------ | ------ | ------ | ------ | ------ | ----- | ----- |
| 11.786 | 12.256 | 13.766 | 12.464 | 10.555 | 10.380 | 10.132 | 8.782 | 8.422 |